# Heitor Teixeira Penteado
Heitor Teixeira Penteado (Campinas, 16 de dezembro de 1878 — Campinas, 8 de maio de 1947) foi um advogado e político brasileiro. Foi vice-presidente de São Paulo na gestão Júlio Prestes e substituía esse quando foi deposto em 24 de outubro de 1930, pela Revolução de 1930.
Notabilizou-se pela construção do Ginásio do Ibirapuera, hoje oficialmente denominado Ginásio Estadual Geraldo José de Almeida, em 1930. O ginásio foi construído ao lado da Assembleia Legislativa de São Paulo.

## Biografia
Era filho de. Salvador Leite de Camargo Penteado e de Leonor Teixeira Penteado. Fez seus estudos primários em sua terra natal. Na capital paulista, matriculou-se no Seminário Episcopal para completar os estudos. Em 1896, matriculou-se na Faculdade de Direito de São Paulo e bacharelou-se em 1900. Quando cursava o terceiro ano, foi eleito presidente do Centro Acadêmico XI de Agosto e redator da revista acadêmica. Depois de formado, voltou a Campinas, onde iniciou a carreira de advogado. Em pouco tempo, foi nomeado promotor público daquela comarca, cargo que exerceu de 1901 a 1910. A essa altura, já se dedicava à política: filiou-se ao Partido Republicano Paulista, pelo qual candidatou-se a vereador para a Câmara campinense. Depois de eleito, foi escolhido para ocupar o cargo de prefeito de Campinas, sendo sucessivamente reeleito várias vezes.
Passando da atividade política municipal para a estadual, candidatou-se a deputado na Câmara paulista. Foi eleito em 1919. Em 1920, deixou a vaga na Câmara dos Deputados para ocupar cargo de secretário da Agricultura, Viação e Obras Públicas, no governo Washington Luiz, quando recuperou as finanças da Estrada de Ferro Sorocabana e dirigiu a construção de diversas rodovias no estado. Em 1924, deixou a secretaria e foi eleito deputado federal de São Paulo, exercendo o seu mandato até 1927. Nesse ano, foi eleito vice-presidente de São Paulo, na chapa de Júlio Prestes. Após a eleição de Prestes como presidente do Brasil, Penteado assumiu como presidente interino de São Paulo, de  21 de maio a 24 de outubro de 1930, quando triunfou o movimento revolucionário da Aliança Liberal.
Depois da Revolução de 1930, Penteado abandonou a política, dedicando-se a lavoura. Só em 1936 é que retornou à política, recomeçando suas atividades públicas na região de Campinas, elegendo-se vereador. Durante muitos anos, Penteado ocupou a presidência da comissão diretora do Partido Republicano e da Sociedade Anônima Correio Paulistano. Foi também diretor do Banco do Estado de São Paulo de 1938 até abril de 1939.
Era casado com Evelina de Queirós Teles Penteado, com quem teve onze filhos.

## Homenagens
Penteado foi homenageado na cidade de São Paulo com a rua Heitor Penteado, importante via da Zona Oeste e ligação da região da Avenida Paulista à Lapa e ao Alto de Pinheiros.
Homenageado em Campinas com a avenida Heitor Penteado, na região da Lagoa do Taquaral, e com a rodovia Heitor Penteado, na saída para o distrito de Sousas.
Dá nome a uma escola em Americana.